# Joshua Kimmich
Joshua Walter Kimmich (Rottweil, 1995. február 8. –) német válogatott labdarúgó, középpályás. A Bundesligában szereplő Bayern München játékosa.

## Pályafutása

### Fiatal évei

#### VfB Stuttgart
A VfB Stuttgart akadémiáján nevelkedett, ahol a korosztályos csapatokon keresztül került el 2010-ben az U17-es csapathoz, ahol a szezon során 9 alkalommal lépett pályára. A 2011-12-es szezonban az U17-es csapat alapembere volt és a bajnokságban 25 mérkőzésen 4 gólt szerzett. A következő szezon során az U19-es korosztályos csapat tagja lett, ahol hamar alapembere lett csapatának és 21 bajnokin 3 gólt, valamint 6 gólpasszt jegyzett.

### RB Leipzig
2013. július 5-én hivatalosan bejelentették, hogy 500 ezer euróért az RB Leipzig csapatába igazol 2 évre, de visszavásárlási opciója van a VfB Stuttgartnak. Szeptember 28-án debütált a 3. ligában a SpVgg Unterhaching elleni hazai mérkőzésen, az 54. percben váltotta Rockenbachot. November 30-án első gólját is megszerezte tétmérkőzésen a csapatban az 1. FC Saarbrücken elleni bajnoki mérkőzésen. A szezon végén feljutottak a Bundesliga 2-be. Ebben a szezonban az RB Leipzig II-ben is pályára lépett, egyszer a hatod osztályban.
A Bundesliga 2-ben továbbra is meghatározó játékosa maradt fiatal kora ellenére a csapatnak. 2015. január 2-án bejelentették, hogy a 2015-16-os szezont a Bundesligában szereplő Bayern München játékosaként kezdi meg. Az átigazolás úgy jöhetett létre, hogy 1,5 millió euróért vette vissza a VfB Stuttgart, miután élt a visszavásárlási opciójával, majd közvetlenül eladta a Bayern Münchennek. 8,5 millió euróért igazolt a bajor csapathoz, ahová 5 évre írt alá.

### Bayern München

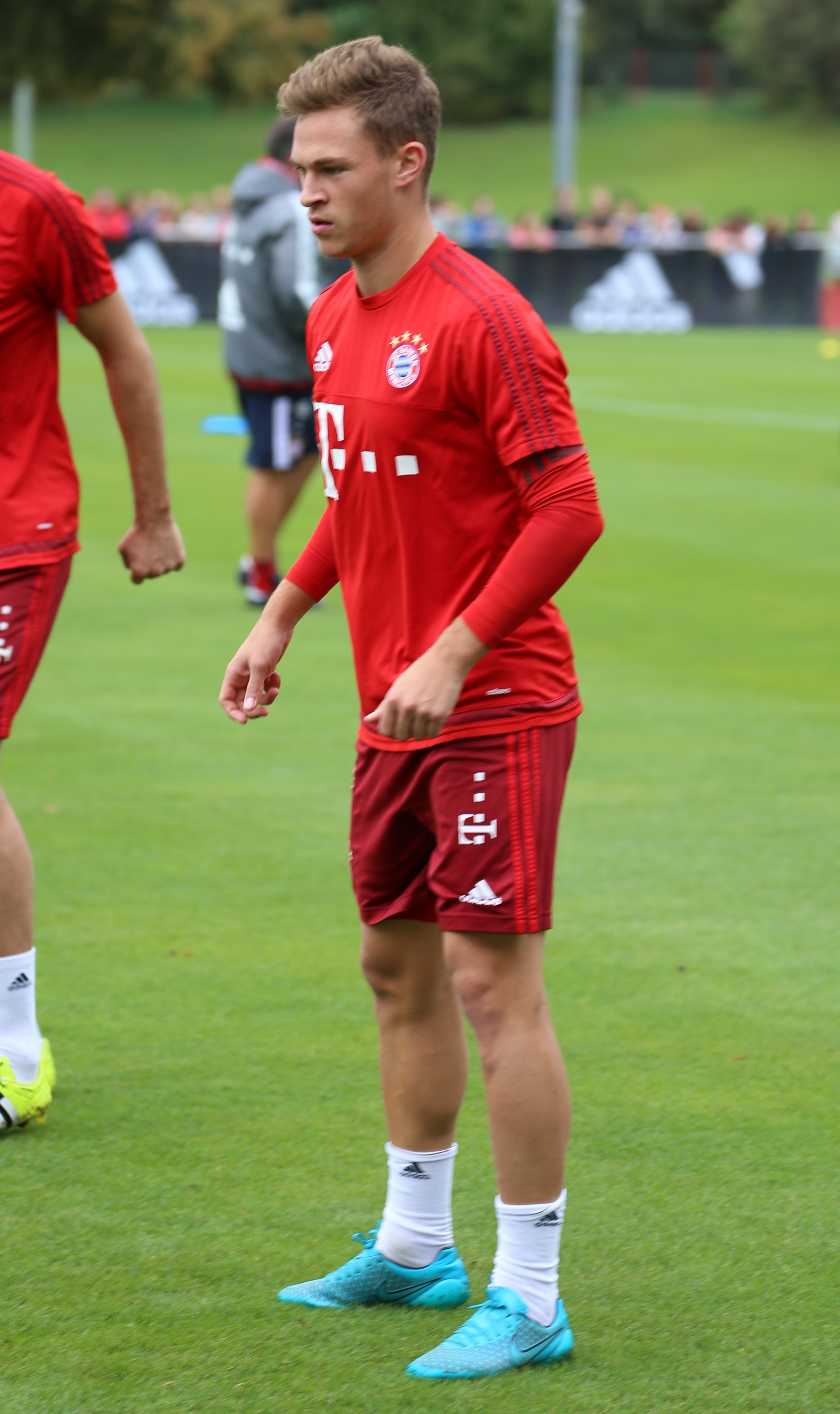
Joshua Kimmich Bayern München színeiben egy edzésen 2015-ben

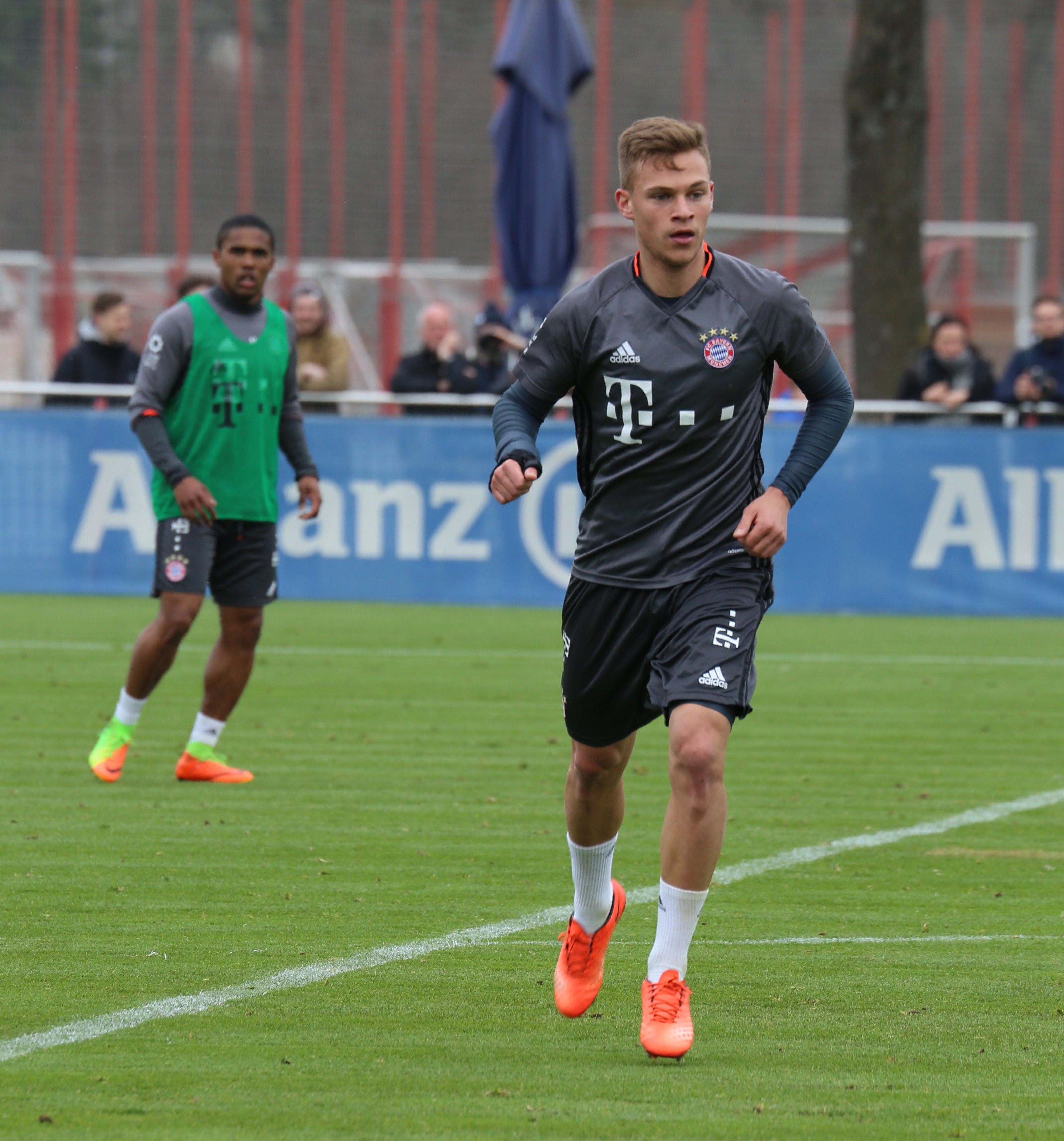
Joshua Kimmich Bayern München színeiben egy edzésen 2017-ben

2015. augusztus 9-én debütált az FC Nöttingen elleni német kupa mérkőzésen. A mérkőzésen kezdőként lépett pályára, majd a 74. percben Dante váltotta. A Bundesligában a 4. fordulóban az FC Augsburg ellen debütált, a 92. percben Philipp Lahm helyére érkezett a pályára. Négy nappal később, azaz szeptember 16-án a bajnokok ligájában az Olimbiakósz SZFP ellen a 76. percben a megsérült Xabi Alonso helyére érkezett a pályára. Ez volt klubszinten az első nemzetközi mérkőzése. A bajnokságban kezdőként lépett három nappal később pályára az SV Darmstadt 98 elleni mérkőzésen. A 3-0-ra megnyert mérkőzésen végig a pályán volt. A szezon során összesen 23 bajnokin, 4 kupa mérkőzésen, valamint 9 nemzetközi mérkőzésen lépett pályára. Német bajnokságot és német kupagyőzelmet szerzett csapatával a szezon végén.
A 2016–2017-es szezonban a bajnokság 2. fordulójában a Schalke 04 ellen gólt szerzett, majd a bajnokok ligájában az orosz FK Rosztov ellen duplázott. Az orosz csapat ellen az 53. percben Douglas Costa lapos beadását passzolta egy lépésről a kapuba, majd a 60. percben Juan Bernat labdáját fejelte a hálóba. Szeptember 24-én a Hamburger SV ellen győztes gólt szerzett. A következő két bajnokin 1-1 találatot jegyzett. Az 1. FC Köln ellen csukafejesből szerzett gólt, míg az Eintracht Frankfurt ellen a 62. percben Mats Hummels lövése pont Kimmichbe akadt el, aki gyorsan reagált, és öt méterről a frankfurti kapuba gurított. A PSV Eindhoven elleni első mérkőzésen a 21. percben David Alaba beadása után közvetlen közelről fejelt a kapuba. 2017. április 29-én megvédte címét a Bayern München a német labdarúgó-bajnokságban, miután 6-0-ra nyert a VfL Wolfsburg otthonában, így behozhatatlan előnyre tett szert. A mérkőzésen a 86. percben Arjen Robben beívelése után szerzett gólt. Az utolsó fordulóban az SC Freiburg ellen a 94. percben beállította a 4-1-es végeredményt.
A 2017–2018-as szezonban 2017. szeptember 12-én az UEFA-bajnokok ligájában az RSC Anderlecht ellen a 65. percben gólpasszt adott Thiago Alcântaranak, majd a hajrában szép csel után passzolt az üres kapuba. A bajorok a mérkőzést 3–0-ra nyerték meg. Négy nappal később a bajnokság 4. fordulójában a Mainz ellen két gólpasszt jegyzett a 4–0-ra megnyert találkozón. A 11. percben Thomas Müllert hozta kihagyhatatlan helyzetbe az ellenfél tizenhatosán belül, nem sokkal később Arjen Robbennek adott remek passz. Október 14-én a bajnokságban az SC Freiburg ellen hazai pályán 5–0-ra nyertek és csapata utolsó gólját szerezte, sarokkal. Négy nappal később a bajnokok ligájában a skót Celtic ellen a 17. percben a jobb oldalról középre adott labdáját az érkező Robert Lewandowski fejelte kapura, de Craig Gordon ezt még hárította, a kipattanót azonban közvetlen közelről a hálóba bombázta Thomas Müller. A 29. percben pedig maga volt eredményes, miután Kingsley Coman a bal oldalról az alapvonalról középre lőtte a labdát és az érkező Kimmich a tizenegyespontnál zavartalanul fejelhetett a kapu jobb oldalába. 2018. április 25-én a Bajnokok Ligája-elődöntő első mérkőzésén a spanyol Real Madrid ellen a 28. percben a mérkőzés első gólját szerezte meg, de 2–1-re kikaptak hazai pályán.
2018. augusztus 12-én tagja volt az Eintracht Frankfurtot 5–0-ra legyőző keretnek a 2018-as német labdarúgó-szuperkupa mérkőzésen. December 15-én szezonbeli első gólját szerezte meg a Hannover 96 csapata ellen. 2019. február 9-én 100. alkalommal lépett pályára a bajnokságban a Bayern München színeiben a Schalke ellen 3–1-re megnyert találkozón. Március 9-én a VfL Wolfsburg ellen 6–0-ra megnyert bajnoki mérkőzésen az idénybeli második gólját szerezte meg. A szezon során mind a 34 bajnoki mérkőzésen pályára lépett és ott is maradt, valamint 13 gólpasszt jegyzett, amivel a bajnokságban a második lett Jadon Sancho mögött.
A 2019-2020-as idény során a Tottenham Hotspur elleni UEFA-bajnokok ligája csoportkörében 7–2-re nyertek és a mérkőzésen megszerezte a szezonbeli első gólját. 2020. február 29-én a bajnokságban is eredményes tudott lenni, a TSG 1899 Hoffenheim ellen 6–-ra megnyert találkozón. Március 3-án a Schalke csapata ellen a kupában ő szerezte a 40. percben a találkozó egyetlen gólját, miután a szöglet utáni kipattanó labdát a jobb alsóba lőtte 16 méterről.

## Válogatott

### Ifjúsági
2011. november 11-én debütált a Német U17-es válogatottban az Azeri U17-es válogatott ellen az 52. percben váltotta Nico Brandenburgert. Három nappal később Stefan Böger szövetségi kapitány kezdőként küldte pályára a visszavágó mérkőzésen.
2012. november 14-én a kispadon kapott szerepet az U18-as válogatott keretében az Olasz U18-as válogatott ellen. 2013. február 5-én került sor a debütálására a ciprusi U18 ellen. Ez után még 4 alkalommal volt válogatott tag.
Részt vett az U19-es labdarúgó válogatottal a Magyarországon megrendezésre kerülő 2014-es U19-es labdarúgó-Európa-bajnokságon, ahol aranyérmesként zárt a válogatottal.
A 2015-ös U21-es labdarúgó-Európa-bajnokságon is részt vett. A tornán az elődöntőben a portugál U21-es labdarúgó-válogatott ellen 5-0-ra kaptak ki.

### Felnőtt
2016. május 17-én bekerült a német labdarúgó-válogatott 27 fős előzetes keretébe, amely a 2016-os labdarúgó-Európa-bajnokságra készült. május 23-án a keretszűkítés során bent maradt a keretbe és a 21-es mezszámot kapta meg. Hat nappal később debütált a felnőtt válogatottban a szlovák labdarúgó-válogatott elleni barátságos mérkőzésen. Kezdőként lépett pályára és egészen a 75. percig ott is maradt, amikor André Schürrle érkezett a helyére. Joachim Löw a válogatott szövetségi kapitánya a gyakorlásokon kiemelten foglalkozik vele és gyakran ad neki személyes tanácsokat. Szeptember 4-én a norvég labdarúgó-válogatott ellen 3–0-ra megnyert 2018-as labdarúgó-világbajnokság-selejtező mérkőzésén a 45. percben megszerezte első gólját a válogatottban. 2017. június 6-án a  Dánia ellen második gólját is megszerezte az 1–1-re végződő felkészülési mérkőzésen. A 88. percben egy kapu előtti kavarodást követően Lars Stindl fejelte vissza a labdát, amit az ötös vonaláról Kimmich háttal a kapunak emelt a hálóba, kialakítva ezzel a végeredményt.
Joachim Löw beválogatta a 2017-es konföderációs kupára utazó keretbe, amelyet Oroszországban rendeztek meg. A B csoportban szereplő válogatott tagjaként a harmadik mérkőzésen a kameruni labdarúgó-válogatott ellen Julian Draxler lecserélését követően ő kapta meg a csapatkapitányi karszalagot, ez volt az első alkalom a felnőtt válogatottban. Szeptember 4-én a norvég labdarúgó-válogatott elleni világbajnoki selejtezőn 6–0-ra megnyert mérkőzésen gólpasszt jegyzett. Október 5-én az északír labdarúgó-válogatott elleni világbajnoki selejtezőn a 2. percben gólpasszt adott Sebastian Rudynak, majd a 86. percben kapáslövésből megszerezte csapata harmadik gólját. Három nappal később az azeri labdarúgó-válogatott ellen hazai pályán 5–1-re győzött csapatával, a 64. percben gólpasszt adott Antonio Rüdigernek.

## Statisztika
2024. június 7-én bekerült Julian Nagelsmann szövetségi kapitány 26 fős keretébe, amely a 2024-es labdarúgó-Európa-bajnokságon részt vett.

### Klub
2023. május 25-i állapot szerint.
| Klub             | Szezon           | Bajnokság        | Bajnokság | Bajnokság | Kupa  | Kupa  | Nemzetközi | Nemzetközi | Egyéb | Egyéb | Összes | Összes |
| Klub             | Szezon           | Liga             | Mérk.     | Gólok     | Mérk. | Gólok | Mérk.      | Gólok      | Mérk. | Gólok | Mérk.  | Gólok  |
| ---------------- | ---------------- | ---------------- | --------- | --------- | ----- | ----- | ---------- | ---------- | ----- | ----- | ------ | ------ |
| RB Leipzig II    | 2013/14          | Sachsenliga      | 1         | 0         | —     | —     | —          | —          | —     | —     | 1      | 0      |
| RB Leipzig       | 2013/14          | 3. Liga          | 26        | 1         | 0     | 0     | —          | —          | 0     | 0     | 26     | 1      |
| RB Leipzig       | 2014/15          | 2. Bundesliga    | 27        | 2         | 2     | 0     | —          | —          | —     | —     | 29     | 2      |
| RB Leipzig       | Összesen         | Összesen         | 54        | 3         | 2     | 0     | —          | —          | 0     | 0     | 56     | 3      |
| Bayern München   | 2015/16          | Bundesliga       | 23        | 0         | 4     | 0     | 9          | 0          | 0     | 0     | 36     | 0      |
| Bayern München   | 2016/17          | Bundesliga       | 27        | 6         | 4     | 0     | 8          | 3          | 1     | 0     | 40     | 9      |
| Bayern München   | 2017/18          | Bundesliga       | 29        | 1         | 6     | 1     | 11         | 4          | 1     | 0     | 47     | 6      |
| Bayern München   | 2018/19          | Bundesliga       | 34        | 2         | 6     | 0     | 7          | 0          | 1     | 0     | 48     | 2      |
| Bayern München   | 2019/20          | Bundesliga       | 33        | 4         | 6     | 1     | 11         | 2          | 1     | 0     | 51     | 7      |
| Bayern München   | 2020/21          | Bundesliga       | 27        | 4         | 1     | 0     | 7          | 1          | 4     | 1     | 39     | 6      |
| Bayern München   | 2021/22          | Bundesliga       | 28        | 3         | 2     | 0     | 8          | 0          | 1     | 0     | 39     | 3      |
| Bayern München   | 2022/23          | Bundesliga       | 32        | 5         | 4     | 1     | 9          | 1          | 1     | 0     | 46     | 7      |
| Bayern München   | Összesen         | Összesen         | 233       | 25        | 33    | 3     | 70         | 11         | 10    | 1     | 346    | 40     |
| Karrier összesen | Karrier összesen | Karrier összesen | 287       | 28        | 35    | 3     | 70         | 11         | 10    | 1     | 402    | 43     |

Jegyzetek
1. 1 2 3 4 5 6 7 8  Mérkőzése(i) a(z) Bajnokok Ligájában
2. 1 2 3 4 5 6  Mérkőzése(i) a(z) DFL-Supercup-ban
3. ↑  Egy mérkőzés az UEFA-szuperkupa-ban, egy mérkőzés és egy gól a DFL-Supercup-ban, két mérkőzés a FIFA-klubvilágbajnokságon

### Válogatott
2021. március 31-én frissítve.
| Nemzet      | Évek     | Pályára lépések | Gólok |
| ----------- | -------- | --------------- | ----- |
| Németország |          |                 |       |
| 2016        | 11       | 1               |       |
| 2017        | 14       | 2               |       |
| 2018        | 13       | 0               |       |
| 2019        | 10       | 0               |       |
| 2020        | 2        | 0               |       |
| 2020        | 3        | 0               |       |
| Összesen    | Összesen | 53              | 3     |

### Válogatott góljai

#### U19-es válogatott góljai
| 1                           | 2013. november 13. | Stade Didier Deschamps, Bayonne, Franciaország | Franciaország | 2–2 | 4–3 | Barátságos mérkőzés |
| 2013. december 18. szerint. |                    |                                                |               |     |     |                     |

#### U21-es válogatott góljai
| 1                          | 2015. szeptember 8. | Dalga Aréna, Baku, Azerbajdzsán   | Azerbajdzsán | 2–0 | 3–0 | 2017-es U21-es labdarúgó-Európa-bajnokság selejtezők |
| 2                          | 2015. október 9.    | Stadion Essen, Essen, Németország | Finnország   | 3–0 | 4–0 | 2017-es U21-es labdarúgó-Európa-bajnokság selejtezők |
| 2017. október 19. szerint. |                     |                                   |              |     |     |                                                      |

#### Válogatott góljai
| # | Időpont             | Helyszín                              | Ellenfél       | Gólok | Eredmény | Kiírás                                     |
| - | ------------------- | ------------------------------------- | -------------- | ----- | -------- | ------------------------------------------ |
| 1 | 2016. szeptember 4. | Ullevaal Stadion, Oslo, Norvégia      | Norvégia       | 2–0   | 3–0      | 2018-as labdarúgó-világbajnokság-selejtező |
| 2 | 2017. június 6.     | Brøndby Stadium, Brøndbyvester, Dánia | Dánia          | 1–1   | 1–1      | Barátságos mérkőzés                        |
| 3 | 2017. október 5.    | Windsor Park, Belfast, Észak-Írország | Észak-Írország | 3–1   | 3–1      | 2018-as labdarúgó-világbajnokság-selejtező |

## Sikerei, díjai

### Klub
- RB Leipzig
  - 3. Liga ezüstérmes: 2013–14
- Bayern München
- Német bajnok (6): 2015–16, 2016–17, 2017–18, 2018–19, 2019–20, 2020–21
- Német kupa (3): 2015–16, 2018–19, 2019–20
- Német szuperkupa (4): 2016, 2017, 2018, 2020
- Bajnokok ligája (1): 2019–20
- UEFA-szuperkupa (1): 2020
- FIFA-klubvilágbajnokság (1): 2020

### Válogatott
- Németország U19
  - U19-es labdarúgó-Európa-bajnokság:
  - Győztes : 2014
- Németország
  - Labdarúgó-Európa-bajnokság
  - bronzérmes : 2016
  - Konföderációs kupa
  - győztes: 2017

### Egyéni
- Európa-bajnokság – A torna csapata: 2016
- Bajnokok ligája – Breakthrough XI: 2016
- Bajnokok ligája – A szezon kerete: 2017–18, 2017–20
- Bajnokok ligája – A szezon legjobb hátvédje: 2019–20
- Német válogatott – Az év játékosa: 2017
- FIFA FIFPro World11 – 3.csapat: 2019–20
- ESM – Az év csapata: 2018–19
- Bundesliga – Az év csapata: 2017–18, 2018–19, 2019–20, 2020–21
- A hónap gólja a Bundesligában: 2020 május, 2020 szeptember